# محمد سعد (سباح)
محمد سعد؛ من مواليد 12 يناير 1981، هو سباح يمني سابق متخصص في سباقات السباحة الحرة. تأهل سعد لسباق 50 متر سباحة حرة رجال في دورة الألعاب الأولمبية الصيفية 2004 في أثينا، بحصوله على مركز عالمي من الاتحاد الدولي للسباحة في وقت دخول قدره 29.82.  تحدى سبعة سباحين آخرين في الجولة الثانية، من بينهم ماليك ويليامز البالغ من العمر 15 عامًا من أنتيجوا وبربودا. فشل سعد في التقدم إلى الدور نصف النهائي، حيث احتل المرتبة الثمانين من إجمالي 86 سباحًا في التصفيات.  